# Sarcohyla floresi
Sarcohyla floresi es una especie de anfibios de la familia Hylidae. Es endémica de México. Ha sido observada entre 1461 y 2000 metros sobre el nivel del mar.

## Taxonomía
Inicialmente S. floresi había sido identificada como S. pentheter a partir de un espécimen en el estado de México. En 2018 Campbell et al. la asignaron a S. hapsa basándose en la distribución y la morfología pero no describieron las características examinadas. En 2020 Kaplan et al. identificaron las características principales de S. floresi.